# Petros Orfanidīs
Petros Orfanidīs (in greco Πέτρος Ορφανίδης?; Xanthi, 23 marzo 1996) è un calciatore greco, centrocampista del Nestos Chrysoupolis.

## Caratteristiche tecniche
È un centrocampista, utilizzato prevalentemente da trequartista, molto abile nella costruzione del gioco; è stato paragonato al connazionale Sōtīrīs Ninīs.

## Carriera

### Club
Ha giocato nella prima divisione greca.

### Nazionale
Ha giocato nelle nazionali giovanili greche Under-19 ed Under-21.

## Statistiche

### Presenze e reti nei club
Statistiche aggiornate al 30 novembre 2017.
| Stagione        | Squadra         | Campionato      | Campionato | Campionato | Coppe nazionali | Coppe nazionali | Coppe nazionali | Coppe continentali | Coppe continentali | Coppe continentali | Altre coppe | Altre coppe | Altre coppe | Totale | Totale |
| Stagione        | Squadra         | Comp            | Pres       | Reti       | Comp            | Pres            | Reti            | Comp               | Pres               | Reti               | Comp        | Pres        | Reti        | Pres   | Reti   |
| --------------- | --------------- | --------------- | ---------- | ---------- | --------------- | --------------- | --------------- | ------------------ | ------------------ | ------------------ | ----------- | ----------- | ----------- | ------ | ------ |
| 2014-2015       | Xanthī          | SL              | 1          | 0          | CG              | 1               | 0               | -                  | -                  | -                  | -           | -           | -           | 2      | 0      |
| 2015-2016       | Xanthī          | SL              | 15         | 0          | CG              | 2               | 0               | -                  | -                  | -                  | -           | -           | -           | 17     | 0      |
| 2016-2017       | Xanthī          | SL              | 6          | 0          | CG              | 4               | 0               | -                  | -                  | -                  | -           | -           | -           | 10     | 0      |
| 2017-2018       | Xanthī          | SL              | 6          | 0          | CG              | 2               | 1               | -                  | -                  | -                  | -           | -           | -           | 8      | 1      |
| Totale Xanthī   | Totale Xanthī   | Totale Xanthī   | 28         | 0          |                 | 9               | 1               |                    | -                  | -                  |             | -           | -           | 37     | 1      |
| Totale carriera | Totale carriera | Totale carriera | 28         | 0          |                 | 9               | 1               |                    | -                  | -                  |             | -           | -           | 37     | 1      |